# Чёрное знамя

Полотнище обычного чёрного знамени

Чёрное знамя или чёрный штандарт (араб. راية السوداء‎, раят ас-сауда, «чёрное знамя», или просто араб. الراية‎, ар-рая, «знамя») — один из флагов, использовавшихся Мухаммедом, согласно исламской традиции.
Знамя было поднято Абу Муслимом во время аббасидской революции 747 года, и в связи с этим зачастую ассоциируется с Аббасидским халифатом. Также символизирует исламскую эсхатологию (предвещание прихода Махди), и стал пользоваться репутацией флага исламистских и джихадистских движений в исламе начала 1990-х годов.

## Происхождение
За исключением ислама чёрное знамя использовала по крайней мере римская армия, чтобы отличить ядро легиона — т. н. «орлов». К середине 600-х годов н. э. арабы стали использовать его с той же целью. Среди арабов «рая» было квадратным знаменем, в отличие от «лива» или «алам», идентифицирующих знаков наподобие красного тюрбана.
Исламская традиция утверждает, что курайшиты использовали чёрную ливу и бело-чёрную раю. Также говорится, что у Мухаммеда был белый алам по прозвищу «Молодой орёл» (العقاب, аль-укаб), а также чёрная рая, как принято считать, сделанная из одежды его жены. Этот широкий флаг был назван «Орлом». Это имя, возможно, означало византийского орла.
Традиция говорит, что приход Махди будет отмечен чёрными знамёнами, идущими от Хорасана, и что его будет использовать армия, которая сразит Даджаля (антихриста).
В Сиффинской битве, в соответствии с арабской традицией, Али использовал ливу Пророка, которая, как отмечалось выше, была белой. Но те, кто сражался с ним, использовали чёрные знамёна.

## Джихадистское чёрное знамя

Чёрное знамя, использующееся различными исламистскими организациями (со второй половины 1990-х), содержит белую шахаду на чёрном фоне

Флаг Джамаат ат-Таухид валь-Джихад

Чёрный флаг с белой шахадой стал использоваться на джихадистских веб-сайтах по меньшей мере с 2001 года.
Несмотря на то, что исторически на чёрном знамени не было надписей, этот вариант также известен как аль-рая («знамя») или как райят аль-укаб («знамя орла»). Видимо, в связи с этим в западном обществе чёрное знамя укрепилось под названием «Чёрное знамя Джихада».
Чёрное знамя используют, в частности, такие исламистские террористические организации, как:
- Аль-Каида
- Харакат аш-Шабаб
- Исламское государство (ИГ)
- Имарат Кавказ

### Флаг ИГ
Флаг Исламского государства представляет собой чёрное полотнище с калимой, где написано «Нет Бога, кроме Аллаха» сверху и печатью Мухаммеда снизу.
| Калима с обычным порядком слов | Калима с обычным порядком слов | Слова в порядке, использующемся на флаге | Слова в порядке, использующемся на флаге | Флаг ИГ |
| ------------------------------ | ------------------------------ | ---------------------------------------- | ---------------------------------------- | ------- |
| لا إله إلا الله                | lā ʾilāha ʾillā-llāh           | لا إله إلا الله                          | lā ʾilāha ʾillā-llāh                     |         |
| محمد رسول الله                 | muḥammadur rasūlu -llāh        | الله رسول محمد                           | -llāh rasūlu muḥammad                    |         |